# 人見泰弘
人見 泰弘（ひとみ やすひろ、1980年 - ）は、日本の社会学者。武蔵大学社会学部教授。専門は国際社会学、難民研究。博士（文学）（北海道大学）。

## 略歴
- 2003年 北海道大学文学部卒業
- 2009年～2011年 苫小牧駒澤大学、北海道立衛生学院、藤女子大学、札幌医科大学で非常勤講師
- 2010年 北海道大学大学院文学研究科博士課程修了（論文名『滞日ビルマ系難民の移住過程に関する国際社会学的研究』）
- 2010年 北海道大学大学院文学研究科専門研究員
- 2011年 名古屋学院大学外国語学部国際文化協力学科（2015年国際文化学部に改組）講師
- 2013年 愛知県立大学非常勤講師（兼任）
- 2017年 名古屋学院大学国際文化学部准教授。
- 2019年 武蔵大学社会学部准教授
- 2024年 武蔵大学社会学部教授

## 著書

### 編著
- 『難民問題と人権理念の危機 - 国民国家体制の矛盾』（駒井洋監修、明石書店） 2017年

### 共編著
- 「滞日ビルマ系移民およびタイ系移民のエスニック・コミュニティと仏教」（吉原和男他編著、丸善出版、『人の移動事典 - 日本からアジアへ・アジアから日本へ』、p256-257（分担執筆））2013年
- 「滞日ビルマ系難民のキリスト教 - 宗教文化とエスニック・アイデンティティ」（三木英, 櫻井義秀編著、ミネルヴァ書房 、『日本に生きる移民たちの宗教生活 - ニューカマーのもたらす宗教多元化』、p29-53（分担執筆）） 2012年
- 「在日ビルマ系難民の移住過程 - 市民権・雇用・教育をめぐる諸問題」（吉原和男編著、慶應義塾大学出版会、慶應義塾大学東アジア研究所叢書、『現代における人の国際移動 - アジアの中の日本』、p247-259（分担執筆）） 2013年
- 「グローバリゼーション」（櫻井義秀, 飯田俊郎, 西浦功編著、北海道大学出版会、『アンビシャス 社会学』、p199-216（分担執筆）） 2014年
- 「ASEANのトランスナショナリズム」（西原和久, 樽本英樹編著、有斐閣、『現代人の国際社会学・入門 - トランスナショナリズムという視点』、p109-127（分担執筆）） 2016年
- 「難民の社会統合」（滝澤三郎, 山田満編著、明石書店、『難民を知るための基礎知識 - 政治と人権の葛藤を越えて』、p127-154（分担執筆）） 2017年